# 齐民友
齐民友（1930年2月—2021年8月8日），男，安徽芜湖人，中國數學家。研究工作主要集中在偏微分方程领域，包括偏微分方程算子理论、Fuchs型和奇异偏微分方程等方面。齐是中国近现代数学家李国平的学生。

## 生平
1948年考入武汉大学数学系，1952年毕业留校工作，1979年晋升为教授，2000年退休。
1982年至1988年任武汉大学副校长，1988年4月至1992年10月任武汉大学校長，全國人大代表。
1992年，担任第31届北京国际奥林匹克数学竞赛的主试委员会主席。
2021年8月8日17:17分，齐民友因病医治无效于在武汉逝世，享年92岁。 

## 译著
- 复分析：可视化方法
- 经典力学的数学方法
- 普林斯顿数学指南
- 《数学与自然科学之哲学》
- 《知无涯者：拉马努金传》
- 《现代世界中的数学》
- 《数学在19世纪的发展》

## 著作
- 现代偏微分方程引论
- 《线性偏微分算子引论》(上、下册)
- 《世纪之交话数学》
- 《重温微积分》